# Гаврил Златевски
Гаврил (Гавриил, Гаврийл) Златевски е български просветен деец, общественик от Македония, революционер, деец на Върховния македоно-одрински комитет.

## Биография
Гаврил Златевски е роден на 10 октомври 1869 година в пиянечкото село Вирче, тогава в Османската империя. Част е от македонската имиграция в България. През 1892 година завършва история с втория випуск на Висшето училище в София, след което е назначен за временен учител при държавното педагогическо и трикласно училище в Лом. Там работи три години и през 1895 година е преместен повторно временно за учител при педагогическото и трикласно училище в Кюстендил, където и остава. През 1905 година е повишен от трета във втора степен според тогавашната система. През учебната 1913 – 1914 година за изслужено време е повишен в по-горен клас, от трети във втори клас.
Златевски е член на кюстендилското дружество на Македонската организация. На общото събрание на Кюстендилското македонско дружество проведено на 12 февруари 1899 година избран е за член на настоятелството на дружеството. На общото събрание на дружеството проведено на 12 февруари 1900 година той е избран за председател на дружеството, наследявайки Григор Бояджийски, а Лазар Миленков — за подпредседател. Като председател на дружеството, Златевски е делегат на Седмия македонски конгрес, проведен от 30 юли до 5 август в София, на който Македонската организация приема името Македоно-одринска организация, съответно и дружеството в Кюстендил приема името Кюстендилско македоно-одринско дружество. На общото събрание на дружеството проведено на 12 февруари 1901 година Бояджийски отново е избран за председател на дружеството, а Златевски е избран за касиер. На 18 март 1901 година Златевски заедно с Иван Васков инициира основаването на граничкия клон на кюстендилското дружество. Златевски е делегат и на Деветия македоно-одрински конгрес, проведен от 29 юли до 5 август 1901 година в София.